# Десять тысяч манатов
Десять тысяч манатов — банкнота азербайджанского маната, имевшая хождение в 1994—2006 годах (до деноминации маната).

## Описание
Банкнота прямоугольная, размером 130×65 мм, в коричнево-бежево-пепельной цветовой гамме. На лицевой стороне изображён Дворец ширваншахов, на оборотной — номинал банкноты цифрами и прописью, обрамлённый национальным орнаментом. Элементы защиты включают повторяющийся водяной знак в виде букв AMB (аббревиатура Azərbaycan Milli Bankı — Национальный банк Азербайджана) и защитную нить. Банкнота получила простонародное название «ширван» (азерб. şirvan).

## История
Впервые была напечатана в 1994 году в Германии компанией Giesecke & Devrient и в течение года была крупнейшим номиналом азербайджанского маната, до выпуска банкноты в пятьдесят тысяч манатов. После выхода из обращения стала выставляться на продажу в интернете (например, в 2015 году одна банкнота была выставлена на интернет-аукционе eBay за 17 долларов США, к 2023 году другая аналогичная банкнота на этом же аукционе была оценена уже в 52 доллара США).